# Кански филмски фестивал 2025.
78. годишњи Филмски фестивал у Кану одржаће се од 13. до 24. маја 2025. године. Француска глумица Жилијет Бинош биће председница жирија за главну конкуренцију.
Званични двоструки постер фестивала на којем се појављују глумица Анук Еме и глумац Жан-Луј Трентињан у филму Један човек и једна жена (1966) Клода Лелуша, добитник Златне палме на 19. Филмском фестивалу у Кану, дизајнирао је Хартланд Вила. Француски глумац Лоран Лафит биће домаћин церемоније отварања и затварања.
Дан након објављивања званичне селекције ACID-а, палестинска фоторепортерка Фатима Хасуна, једна од главних тема документарног филма Пусти душу на руку и ходај Сепиде Фарсија, убијена је заједно са десет чланова своје породице у израелском ваздушном нападу на њихов дом у граду Гази 16. априла 2025. године. Фестивал је објавио званично саопштење у којем изражава саучешће и критикује насиље које је у току у Гази.
Фестивал ће отворити француска комедија „Ћао-ћао“ Амели Бонин. Почасна Златна палма биће додељена Роберту де Ниру током церемоније отварања фестивала.

## Жири

### Главно такмичење
- Жилијет Бинош, француска глумица – председница жирија[2]
- Хали Бери, америчка глумица и редитељка[9]
- Дијеудо Хамади, конгоански редитељ и продуцент
- Пајал Кападија, индијска редитељка
- Карлос Рејгадас, мексички редитељ
- Алба Рорвахер, италијанска глумица
- Хон Сан Су, јужнокорејски редитељ
- Лејла Слимани, мароканска књижевница
- Џереми Стронг, амерички глумац

### Un Certain Regard
- Моли Менинг Вокер, британска редитељка и фотографкиња — председница жирија[10]
- Науел Перез Бискајарт, аргентински глумац
- Луиз Курвоазје, француско-швајцарски редитељ
- Вања Калуђерчић, хрватска филмска селекторка и директорка Међународног филмског фестивала у Ротердаму
- Роберто Минервини, италијански филмски стваралац, продуцент и сценариста

### Cinéfondationи кратки филмови
- Марен Аде, немачки редитељ и продуцент — председница жирија[11]
- Хосе Марија Прадо Гарсија, шпански продуцент и бивши директор Филмотеке Еспањола
- Реиналдо Маркус Грин, амерички редитељ и продуцент
- Камелија Џордана, француска глумица, певачица и текстописац
- Небојша Слијепчевић, хрватски редитељ

### Caméra d'Or
Алис Рорвахер, италијанска филмска стваратељка – председница жирија

### L'Œil d'Or
- Жили Гаје, француска глумица и продуценткиња – председница жирија[13]
- Кармен Кастиљо, чилеанска филмска редитељка
- Фредерик Мер, швајцарски директор швајцарске Синематеке
- Жулијет Фаврел Рено, француска продуценткиња
- Марк Зинга, конгоанско-белгијски глумац

### Недеља критике
- Родриго Сорогојен, шпански редитељ – председник жирија[14]
- Јулија Евина Бара, индонежанска продуценткиња
- Јихан Бугрин, мароканска новинарка
- Жозе Дешаје, француско-канадска сниматељка
- Данијел Калуја, британски глумац и редитељ

### Квир палма
- Кристоф Оноре, француски редитељ – председник жирија[15]

## Званична селекција

### У такмичењу
Следећи филмови су одабрани да се такмиче за Златну палму:
| Наслов на енглеском     | Оригинални наслов      | Режисер(и)           | Земља продукције                                                    |
| ----------------------- | ---------------------- | -------------------- | ------------------------------------------------------------------- |
| Alpha                   | Alpha                  | Жулија Дакурно       | Француска, Белгија                                                  |
| Die, my love            | Die, my love           | Лин Ремзи            | САД                                                                 |
| Dossier 137             | Dossier 137            | Доминик Мол          | Француска                                                           |
| Eagles of the Republic  | Eagles of the Republic | Тарик Салех          | Шведска, Француска, Данска, Финска                                  |
| Eddington               | Eddington              | Ари Астер            | САД                                                                 |
| Fuori                   | Fuori                  | Марио Мартоне        | Италија, Француска                                                  |
| The History of Sound    | The History of Sound   | Оливер Херманус      | Уједињено Краљевство, САД                                           |
| It Was Just an Accident | یک تصادف ساده          | Јафар Панахи         | Иран, Француска, Луксембург                                         |
| The Little Sister       | La Petite Dernière     | Хафсија Херзи        | Француска, Немачка                                                  |
| The Mastermind          | The Mastermind         | Кели Рајхард         | САД, Уједињено Краљевство                                           |
| Nouvelle Vague          | Nouvelle Vague         | Ричард Линклејтер    | Француска                                                           |
| The Phoenician Scheme   | The Phoenician Scheme  | Вес Андерсон         | САД, Немачка                                                        |
| Renoir                  | ルノワール             | Чије Хајакава        | Јапан, Француска, Сингапур, Филипини, Индонезија                    |
| Romería                 | Romería                | Карла Симон          | Шпанија, Немачка                                                    |
| The Secret Agent        | O Agente Secreto       | Клебер Мендонса Фиљо | Бразил, Француска, Немачка, Холандија                               |
| Sentimental Value       | Affeksjonsverdi        | Јоаким Трир          | Норвешка, Француска, Немачка, Данска, Шведска, Уједињено Краљевство |
| Sirat                   | Sirat                  | Оливер Лаше          | Шпанија, Француска                                                  |
| Sound of Falling        | In die Sonne schauen   | Маша Шилински        | Немачка                                                             |
| Two Prosecutors         | Два прокурора          | Сергеј Лозница       | Летонија, Француска, Немачка, Холандија, Румунија, Литванија        |
| Woman and Child         | زن و بچه               | Саед Рустаји         | Иран                                                                |
| The Young Mother's Home | Jeunes mères           | Браћа Дарден         | Белгија, Француска                                                  |

### Un Certain Regard
Следећи филмови су одабрани да се такмиче у секцији Un Certain Regard:
| Наслов на енглеском                       | Оригинални наслов                 | Режисер(и)                        | Земља продукције                           |
| ----------------------------------------- | --------------------------------- | --------------------------------- | ------------------------------------------ |
| Aisha Can't Fly Away (CdO)                | عائشة لم تعد قادرة على الطيران    | Морад Мустафа                     | Египат, Катар, Тунис                       |
| Caravan (CdO)                             | Karavan                           | Зузана Кирчнерова                 | Чешка Република, Словачка, Италија         |
| The Chronology of Water (CdO)             | The Chronology of Water (CdO)     | Кристен Стјуарт                   | Француска, Уједињено Краљевство, САД       |
| Eleanor the Great (CdO)                   | Eleanor the Great (CdO)           | Скарлет Џохансон                  | САД                                        |
| The Great Arch                            | L’inconnu de la Grande Arche      | Стефан Демустијер                 | Француска                                  |
| Heads or Tails?                           | Testa o croce?                    | Матео Зопис и Алесио Риго де Риги | Италија, САД                               |
| Homebound                                 | Homebound                         | Нирај Гајван                      | Индија                                     |
| I Only Rest in the Storm                  | O Riso e a Faca                   | Педро Пињо                        | Португал                                   |
| The Last One for the Road                 | Le città di pianura               | Francesco Sossai                  | Италија                                    |
| Love Me Tender                            | Love Me Tender                    | Ана Казенав Камбе                 | Француска                                  |
| Meteors                                   | Météors                           | Хуберт Шаруел                     | Француска                                  |
| My Father's Shadow (CdO)                  | My Father's Shadow (CdO)          | Акинола Дејвис                    | Уједињено Краљевство, Ирска, Нигерија      |
| The Mysterious Gaze of the Flamingo (CdO) | La misteriosa mirada del flamenco | Дијего Сеспедес                   | Чиле, Француска, Немачка, Шпанија, Белгија |
| Once Upon a Time in Gaza                  | Once Upon a Time in Gaza          | Тарзан и Араб Насер               | Палестина, Француска, Португал             |
| A Pale View of Hills                      | 遠い山なみの光                    | Кеи Ишикава                       | Јапан, Уједињено Краљевство, Пољска        |
| Pillion (CdO)                             | Pillion (CdO)                     | Хари Литон                        | Уједињено Краљевство, Ирска                |
| The Plague (CdO)                          | The Plague (CdO)                  | Чарли Полинџер                    | Aустралија, САД                            |
| Promised Sky                              | Promis le ciel                    | Ериге Сехири                      | Тунис, Француска, Холандија, Катар         |
| Un Poeta                                  | Un Poeta                          | Симон Меса Сото                   | Колумбија, Немачка, Шведска                |
| Urchin (CdO)                              | Urchin (CdO)                      | Харис Дикинсон                    | Уједињено Краљевство                       |

(CdO) означава филм који испуњава услове за награду Caméra d'Or као дебитантски филм у дугометражном редитељу.

### Ван конкуренције
Следећи филмови су одабрани за приказивање ван конкуренције:
| Наслов на енглеском                       | Оригинални наслов                         | Режисер(и)           | Земља продукције          |
| ----------------------------------------- | ----------------------------------------- | -------------------- | ------------------------- |
| Bye Bye (opening film) (CdO)              | Partir un jour                            | Амели Бонин          | Француска                 |
| The Coming of the Future                  | La venue de l'avenir                      | Седрик Клапич        | Француска                 |
| Highest 2 Lowest                          | Highest 2 Lowest                          | Спајк Ли             | САД, Јапан                |
| Mission: Impossible – The Final Reckoning | Mission: Impossible – The Final Reckoning | Кристофер Мекери     | САД                       |
| The Richest Woman in the World            | La femme la plus riche du monde           | Тери Калифа          | Француска, Белгија        |
| Vie privée                                | Vie privée                                | Ребека Злотовски     | Француска                 |
| Поноћна приказивања                       |                                           |                      |                           |
| The Exit 8                                | 8番出口                                   | Генки Кавамура       | Јапан                     |
| Honey Don't!                              | Honey Don't!                              | Итан Коен            | САД, Уједињено Краљевство |
| No One Will Know                          | Le Roi Soleil                             | Винсент Маел Кардона | Француска                 |
| The Residence                             | Dalloway                                  | Јан Гозлан           | Француска, Белгија        |
| Sons of the Neon Night                    | 風林火山                                  | Јуно Мак             | Хонг Конг, Кина           |

(CdO) означава филм који испуњава услове за награду Камера д'Ор као дебитантски филм у дугометражном редитељу.

### Канска премијера
Следећи филмови су одабрани за приказивање у оквиру премијерне секције Канског фестивала:
| Наслов на енглеском                | Оригинални наслов                  | Режисер(и)          | Земља продукције                                  |
| ---------------------------------- | ---------------------------------- | ------------------- | ------------------------------------------------- |
| Amrum                              | Amrum                              | Фатих Акин          | Немачка                                           |
| Connemara                          | Connemara                          | Алекс Луц           | Француска                                         |
| The Disappearance of Josef Mengele | Das Verschwinden des Josef Mengele | Кирил Сербреников   | Немачка, Француска, Уједињено Краљевство, Шпанија |
| Love on Trial                      | 恋愛裁判                           | Коџи Фукада         | Јапан, Француска                                  |
| The Love That Remains              | Ástin Sem Eftir Er                 | Хлинур Палмасон     | Исланд, Данска, Француска, Финска, Шведска        |
| Magellan                           | Magalhães                          | Лав Дијаз           | Португал, Шпанија, Филипини, Француска            |
| Orwell: 2+2=5 (ŒdO)                | Orwell: 2+2=5 (ŒdO)                | Раул Пек            | Француска, САД                                    |
| Splitsville                        | Splitsville                        | Мајкл Анђело Ковино | САД                                               |
| The Wave                           | La ola                             | Себастијан Лелио    | Чиле                                              |

(ŒdO) означава филм који испуњава услове за награду L'Œil d'Or као документарни филм.

### Посебна приказивања
Следећи филмови су одабрани за приказивање у секцији Специјалне пројекције:
| Наслов на енглеском                          | Оригинални наслов                        | Режисер(и)                   | Земља продукције                            |
| -------------------------------------------- | ---------------------------------------- | ---------------------------- | ------------------------------------------- |
| Arco (CdO)                                   | Arco (CdO)                               | Уго Бјенвену                 | Француска                                   |
| Bono: Stories of Surrender (ŒdO)             | Bono: Stories of Surrender (ŒdO)         | Ендру Доминик                | Aустралија, САД                             |
| Little Amélie or the Character of Rain (CdO) | Amélie et la Métaphysique des Tubes      | Мајлис Валаде и Лијен Чо Хан | Француска                                   |
| A Magnificent Life                           | Marcel et Monsieur Pagnol                | Силвен Шоме                  | Француска, Канада, Белгија, Луксембург, САД |
| Mama (CdO)                                   | Mama (CdO)                               | Ор Синаи                     | Израел                                      |
| Tell Her That I Love Her                     | Dites-lui que je l'aime                  | Роман Боринже                | Француска                                   |
| The Wonderers (CdO)                          | Qui Brille au Combat                     | Жозефин Жапи                 | Француска                                   |
| Почаст Пјеру Ришару                          |                                          |                              |                                             |
| L’Homme qui a vu l’Ours qui a vu l’Homme     | L’Homme qui a vu l’Ours qui a vu l’Homme | Пјер Ришар                   | Француска                                   |

(CdO) означава филм који испуњава услове за награду Камера д'Ор као дебитантски филм у дугометражном редитељу.
(ŒdO) indicates film eligible for the L'Œil d'or as documentary.

### Такмичење кратких филмова
Од 4 781 филма, 9 су кратки играни филмови и 2 анимирана кратка филма. Следећи кратки филмови су одабрани да се такмиче за Златну палму за кратки филм:
| Наслов на енглеском        | Оригинални наслов             | Режисер(и)                          | Земља продукције    |
| -------------------------- | ----------------------------- | ----------------------------------- | ------------------- |
| Agapito                    | Agapito                       | Арвин Белармино и Кила Данел Ромеро | Филипини            |
| Ali                        | Ali                           | Аднан Ал Раџив                      | Бангладеш           |
| Arguments in Favor of Love | Disputes en Faveur de l’Amour | Габријел Абрантес                   | Француска, Португал |
| Dammen                     | Dammen                        | Грегоар Греслин                     | Француска           |
| Fille de l’Eau             | Fille de l’Eau                | Сандра Демазјер                     | Француска           |
| I’m Glad You’re Dead Now   | I’m Glad You’re Dead Now      | Тавфик Бархом                       |                     |
| Hypersensitive             | Hypersensible                 | Мартин Фроасар                      |                     |
| Lili                       | 女孩                          | Жаогуанг Луо и Шухан Лијао          | Кина                |
| The Loneliness of Lizards  | A Solidão dos Lagartos        | Инес Нунес                          | Португал            |
| The Spectacle              | The Spectacle                 | Балинт Кењерес                      | Мађарска            |
| Vultures                   | Aasvoëls                      | Диан Вејс                           | ЈАР                 |

### Cinéfondation
Cinéfondation секција (или La Cinéf) фокусира се на филмове које су направили студенти филмских школа. Филмски фестивал у Кану додељује грант од 15.000 евра за добитника прве награде, 11.250 евра за добитника друге награде и 7.500 евра за добитника треће награде. Од 2.700 пријава које су пријавиле филмске школе широм света, одабрано је 13 играних и 3 анимирана филма:
| Наслов на енглеском                         | Оригинални наслов            | Режисер(и)                 | Школа                                              |
| ------------------------------------------- | ---------------------------- | -------------------------- | -------------------------------------------------- |
| 12 Moments Before the Flag-Raising Ceremony | 升旗手                       | Кју Жиженг                 | Beijing Film Academy, Кина                         |
| A Doll Made Up of Clay                      | A Doll Made Up of Clay       | Кокоб Гебрехаверија Тесфај | Satyajit Ray Film and Television Institute, Индија |
| Bimo                                        | Bimo                         | Оумнија Ханадер            | CinéFabrique, Француска                            |
| The Bird from Within                        | O Pássaro de Dentro          | Лаура Анахори              | Escola das Artes - UCP, Португал                   |
| Ether                                       | Ether                        | Вида Скерк                 | NFTS, Уједињено Краљевство                         |
| First Summer                                | 첫여름                       | Хео Гајонг                 | KAFA, Јужна Кореја                                 |
| The Land of Slumber                         | Le Continent Somnambule      | Жил Везиго-Вал             | La Fémis, Француска                                |
| The Lightning Rod                           | Matalapaine                  | Хелми Донер                | Aalto University, Финска                           |
| Maybe in March                              | Maske i Marts                | Микел Бјерн Кехлерт        | Super16, Данска                                    |
| Milk and Cookies                            | Fursecuri si Lapte           | Андреј Таче-Кодреану       | UNATC “I. L. Caragiale”, Румунија                  |
| My Grandmother is a Skydiver                | My Grandmother is a Skydiver | Полина Пидубна             | Filmuniversität Babelsberg Konrad Wolf, Немачка    |
| Ginger Boy (Separated)                      | ジンジャーボーイ             | Мики Танака                | ENBU Seminar, Јапан                                |
| The Sorceress Echo                          | Per Bruixa i Merzinera       | Марк Камардонс             | ESCAC, Шпанија                                     |
| Talk Me                                     | Talk Me                      | Џокар Хана                 | NYU, САД                                           |
| Three                                       | Tres                         | Хуан Игнасио Себаљос       | UCINE, Аргентина                                   |
| Winter in March                             | Winter in March              | Наталија Мирзојан          | Естонијаn Academy of Arts, Естонија                |

### Кански класици
За приказивање су одабрани следећи филмови:
| Наслов на енглеском  | Оригинални наслов    | Режисер(и)           | Земља продукције     |
| Рестаурирани филмови | Рестаурирани филмови | Рестаурирани филмови | Рестаурирани филмови |
| -------------------- | -------------------- | -------------------- | -------------------- |

### Cinéma de la Plage
Cinéma de la Plage програм секције укључује класичне филмове, комеморације и светске премијере нових продукција на Плажа Масе у Кану. Следећи филмови су одабрани за приказивање:
| Наслов на енглеском | Оригинални наслов | Режисер(и) | Земља продукције |
| ------------------- | ----------------- | ---------- | ---------------- |

## Паралелне секције

### Недеља критике (Semaine de la critique)
Недеља критике је паралелна селекција посвећена првим и другим филмовима. Следећи филмови су одабрани за приказивање у такмичарском програму:
| Наслов на енглеском                      | Оригинални наслов                     | Режисер(и)           | Земља продукције                             |
| У такмичењу                              | У такмичењу                           | У такмичењу          | У такмичењу                                  |
| ---------------------------------------- | ------------------------------------- | -------------------- | -------------------------------------------- |
| A Useful Ghost (CdO)                     | ผีใช้ได้ค่ะ                               | Рачапум Бунбунчачоке | Тајланд, Француска, Сингапур, Немачка        |
| Imago                                    | Imago                                 | Дени Умар Пицајев    | Француска, Белгија                           |
| Kika                                     | Kika                                  | Алекс Пукин          | Белгија, Француска                           |
| Left-Handed Girl                         | 左撇子女孩                            | Ших-Чинг Соу         | Тајван, Француска, САД, Уједињено Краљевство |
| Nino (CdO)                               | Nino (CdO)                            | Полин Локе           | Француска                                    |
| Reedland (CdO)                           | Rietland                              | Свен Бресер          | Холандија, Белгија                           |
| Sleepless City (CdO)                     | Ciudad sin sueño                      | Гиљермо Гало         | Шпанија, Француска                           |
| Посебна приказивања                      |                                       |                      |                                              |
| Adam's Interest (opening film)           | L'intérêt d'Adam                      | Лаура Вандел         | Белгија, Француска                           |
| Baise-en-ville                           | Baise-en-ville                        | Мартин Жоват         | Француска                                    |
| Dandelion's Odyssey (closing film) (CdO) | Planètes                              | Момоко Сато          | Француска, Белгија                           |
| Love Letters (CdO)                       | Des preuves d’amour                   | Алис Дуард           | Француска                                    |
| Краткометражни филмови                   |                                       |                      |                                              |
| Alișveriș                                | Alișveriș                             | Василе Тодинса       | Румунија                                     |
| Bleat!                                   | கத்து!                                  | Анант Субраманијам   | Малезија, Филипини, Француска                |
| Critical Condition                       | КРИТИЧНЕ СТАНОВИЩЕ                    | Мила Жлуктенко       | Немачка                                      |
| Erogenesis                               | Erogenesis                            | Ксандра Попеску      | Немачка                                      |
| Free Drum Kit                            | Donne Batterie                        | Кармен Лерој         | Француска                                    |
| Glasses                                  | 안경                                  | Јуми Џоунг           | Јужна Кореја                                 |
| God is Shy                               | Dieu est timide                       | Џослин Чарлс         | Француска                                    |
| The Mine                                 | L'mina                                | Ранда Маруфи         | Мороко, Француска, Италија, Катар            |
| Samba Infinito                           | Samba Infinito                        | Леонардо Мартинели   | Бразил, Француска                            |
| Wonderwall                               | Wonderwall                            | Ројсин Бернс         | Уједињено Краљевство, Француска              |
| Посебна приказивања - кратки филмови     |                                       |                      |                                              |
| Eraserhead in a Knitted Shopping Bag     | Eraserhead dans un Filet à Provisions | Лили Кос             | Француска, Бугарска                          |
| No Skate!                                | No Skate!                             | Гиљ Села             | Француска                                    |
| To the Woods                             | Une Fugue                             | Ањес Патрон          | Француска                                    |

(CdO) означава филм који испуњава услове за награду Камера д'Ор као дебитантски филм у дугометражном редитељу.

### Две недеље режисера (Quinzaine des cinéastes)
Следећи филмови су одабрани за приказивање у секцији Две недеље редитеља (Quinzaine des cinéastes):
| Наслов на енглеском              | Оригинални наслов                | Режисер(и)                                     | Земља продукције                                             |
| Играни филмови                   | Играни филмови                   | Играни филмови                                 | Играни филмови                                               |
| -------------------------------- | -------------------------------- | ---------------------------------------------- | ------------------------------------------------------------ |
| Brand New Landscape (CdO)        | 見はらし世代                     | Јујга Данзука                                  | Јапан                                                        |
| Dangerous Animals                | Dangerous Animals                | Шон Бирн                                       | Aустралија                                                   |
| Death Does Not Exist             | La mort n'existe pas             | Феликс Дифур-Лаперијер                         | Канада, Француска                                            |
| Enzo (opening film)              | Enzo (opening film)              | Робин Кампиљо                                  | Француска, Италија, Белгија                                  |
| The Girl in the Snow (CdO)       | L'Engloutie                      | Луиз Емон                                      | Француска                                                    |
| Girl on Edge (CdO)               | 花漾少女杀人事件                 | Џингхао Џоу                                    | Кина                                                         |
| The Girls We Want (CdO)          | Les filles désir                 | Принсија Кар                                   | Француска                                                    |
| Her Will Be Done                 | Que ma volonté soit faite        | Јулија Ковалски                                | Француска, Пољска                                            |
| Kokuho                           | 国宝                             | Ли Санг-ил                                     | Јапан                                                        |
| Lucky Lu (CdO)                   | Lucky Lu (CdO)                   | Лојд Ли Чои                                    | САД, Канада                                                  |
| Militantropos (ŒdO)              | Мілітантропос                    | Јелисавета Смит, Алина Горлова и Симон Мозгови | Украјина, Француска, Aустралија                              |
| Mirrors No. 3                    | Miroirs No. 3                    | Кристијан Пецолд                               | Немачка                                                      |
| The Party's Over!                | Classe moyenne                   | Антони Кордије                                 | Француска, Белгија                                           |
| Peak Everything                  | Amour Apocalypse                 | Ан Емонд                                       | Канада                                                       |
| The President's Cake (CdO)       | مملكة القصب                      | Хасан Хади                                     | Ирак, Катар, САД                                             |
| Sorry, Baby (closing film) (CdO) | Sorry, Baby (closing film) (CdO) | Ева Виктор                                     | САД                                                          |
| Untamable                        | Indomptables                     | Томас Негијол                                  | Камерун, Француска                                           |
| Wild Foxes (CdO)                 | La danse des renards             | Валери Карноа                                  | Француска, Белгија                                           |
| Yes!                             | Ken!                             | Надав Лапид                                    | Израел, Француска, Немачка, Кипар                            |
| Кратки филмови                   |                                  |                                                |                                                              |
| +10k                             | +10k                             | Гала Ернандез Лопез                            | Француска, Шпанија                                           |
| Before the Sea Forgets           | Before the Sea Forgets           | Нгок Дуј Ле                                    | Сингапур                                                     |
| Blue Heart                       | Cœur bleu                        | Самјуел Сафрен                                 | Хаити, Француска                                             |
| The Body                         | The Body                         | Лурис ван де Гер                               | Aустралија                                                   |
| Bread Will Walk                  | Le pain se lève                  | Алекс Боја                                     | Канада                                                       |
| Death of the Fish                | La mort du poisson               | Ева Лузбаронијан                               | Француска                                                    |
| Karmash                          | کرمش                             | Алим Бухари                                    | Пакистан                                                     |
| Loynes                           | Loynes                           | Доријан Јесперс                                | Белгија, Француска, Северна Македонија, Уједињено Краљевство |
| Nervous Energy                   | 兩個女導演                       | Ив Лиу                                         | САД                                                          |
| When the Geese Flew              | When the Geese Flew              | Артур Геј                                      | Нови Зеланд                                                  |

(CdO) indicates film eligible for the Caméra d'Or as a feature directorial debut.
(ŒdO) indicates film eligible for the L'Œil d'or as documentary.

### ACID
Следећи филмови су одабрани за приказивање у секцији ACID (Удружење за дистрибуцију независног филма), која се састоји од шест играних филмова и 3 документарна филма:
| Наслов на енглеском                       | Оригинални наслов                         | Режисер(и)                                   | Земља продукције                |
| ----------------------------------------- | ----------------------------------------- | -------------------------------------------- | ------------------------------- |
| L'aventura                                | L'aventura                                | Софи Летурнер                                | Француска                       |
| The Black Snake                           | La Couleuvre Noire                        | Орелијан Верне-Лермизо                       | Француска, Колумбија, Бразил    |
| Drifting Laurent                          | Laurent dans le Vent                      | Антон Балекђијан, Лео Кутур и Матео Еусташон | Француска                       |
| Drunken Noodles                           | Drunken Noodles                           | Лусио Кастро                                 | САД, Аргентина                  |
| Entroncamento                             | Entroncamento                             | Педро Кабељера                               | Португал, Француска             |
| A Light That Never Goes Out (CdO)         | A Light That Never Goes Out (CdO)         | Лаури-Мати Парпеи                            | Финска, Норвешка                |
| Life After Siham (ŒdO)                    | La Vie Après Siham                        | Намир Абдел Месех                            | Француска, Египат               |
| Obscure Night - "Ain't i a Child?" (ŒdO)  | Nuit Obscure - «Ain't i a Child?»         | Силвен Џорџ                                  | Француска, Швајцарска, Португал |
| Put Your Soul on Your Hand and Walk (ŒdO) | Put Your Soul on Your Hand and Walk (ŒdO) | Сепидех Фарси                                | Француска, Палестина, Иран      |

(CdO) indicates film eligible for the Caméra d'Or as a feature directorial debut.
(ŒdO) indicates film eligible for the L'Œil d'or as documentary.

## Званичне награде

### Honorary Palme d'Or
- Robert De Niro[8]

## Независне награде

### Directors' Fortnight
- Carrosse d’Or: Todd Haynes[24]